# Charles Butler McVay III
Charles Butler McVay III (Ephrata, 30 luglio 1898 – Litchfield, 6 novembre 1968) è stato un ammiraglio statunitense.

## Biografia
L'ammiraglio McVay è noto essenzialmente per essere stato il comandante dell'incrociatore USS Indianapolis (CA-35), la nave che trasportò la prima bomba atomica della storia a Tinian, e che venne affondata il 30 luglio 1945, dal sommergibile giapponese I-58, durante il viaggio di ritorno verso Leyte, nelle Filippine.

A causa del tragico evento, e dei tardivi soccorsi, 880 marinai dell'equipaggio morirono, e McVay fu scelto come "capro espiatorio" da parte della US Navy.

Alla fine, nel 1946, l'ammiraglio Chester Nimitz annullò la sentenza di condanna e prosciolse McVay rimettendolo in servizio attivo.
Nell'ottobre 2000, il Congresso degli Stati Uniti pose fine alla questione approvando una risoluzione secondo la quale sullo stato di servizio del capitano McVay dovesse essere riportato che "egli era prosciolto dalle accuse per la perdita dell'Indianapolis". Il presidente Bill Clinton stesso firmò la risoluzione.

### Morte
Sebbene molti superstiti del naufragio non attribuissero alcuna responsabilità al capitano, molti dei familiari lo fecero, montando un clima di linciaggio morale che, alla fine, portò al suicidio di McVay col revolver di ordinanza, nel novembre 1968, all'età di 70 anni.

## Filmografia
Nel film di guerra USS Indianapolis del 2016, la figura del cap. McVay è interpretata dall'attore Nicolas Cage.